# Мостовая (Вытегорский район)
Мостовая — деревня в Вытегорском районе Вологодской области.
Входит в состав Казаковского сельского поселения, с точки зрения административно-территориального деления — в Казаковский сельсовет.
Расположена на трассе Р37. Расстояние по автодороге до районного центра Вытегры — 24 км, до центра муниципального образования деревни Палтога — 7 км. Ближайшие населённые пункты — Кондушский Погост, Новинка, Трутнево.
По переписи 2002 года население — 22 человека (12 мужчин, 10 женщин). Всё население — русские.
27 июня 2001 года в состав деревни Мостовая вошли соседние деревни Ерово и Часовенская.

## Интересные факты
Крестьянин деревни Мостовой Тюлин Николай Иванович, герой Первой мировой войны, старший унтер-офицер, был награждён военным орденом Святого Георгия 4-й степени.
Крестьянин деревни Мостовой Кулин Василий Степанович, герой Первой мировой войны, младший унтер-офицер, был награждён военным орденом Святого Георгия 4-й степени.